# Tibetia yadongensis
Tibetia yadongensis är en ärtväxtart som beskrevs av Hung Pin Tsui. Tibetia yadongensis ingår i släktet Tibetia och familjen ärtväxter. Inga underarter finns listade i Catalogue of Life.